# New York Film Critics Circle Award/Bester Hauptdarsteller
Die Filmkritikervereinigung New York Film Critics Circle vergibt seit 1935 einen Preis für den Besten Hauptdarsteller (Best Actor) in einem Spielfilm.

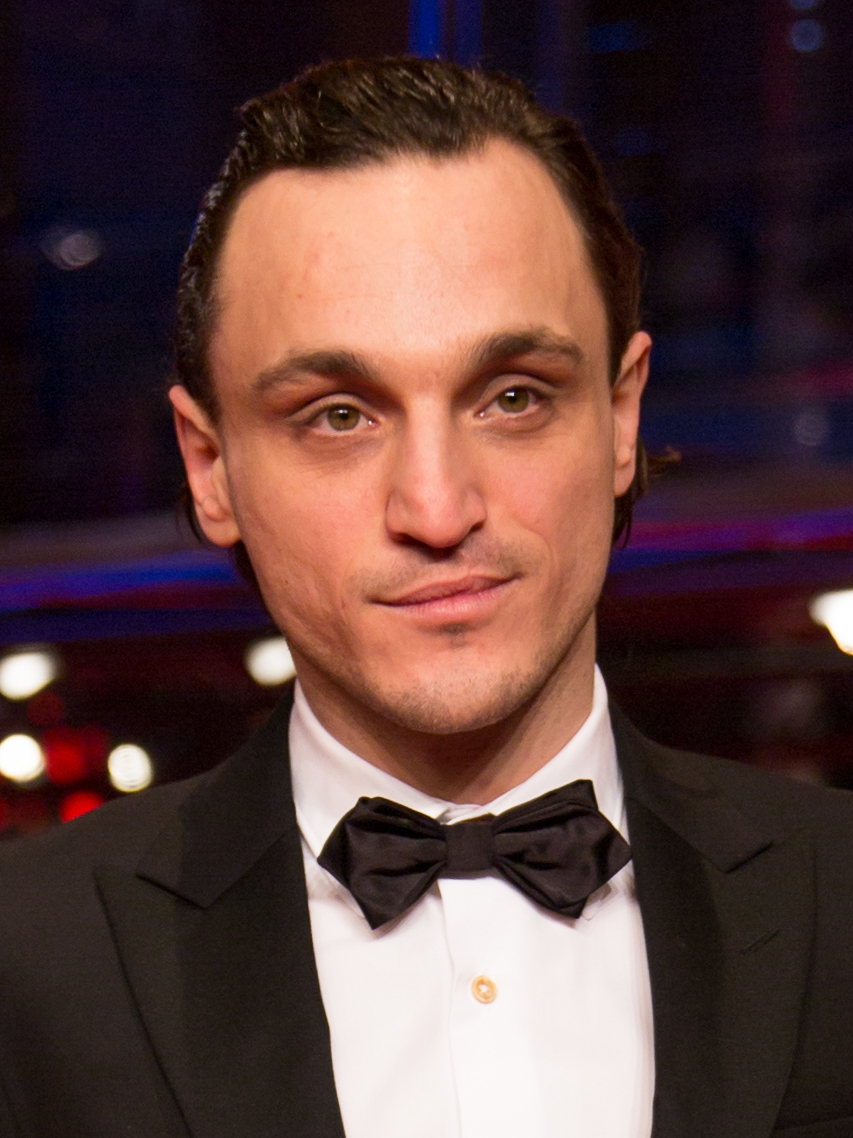
Preisträger 2023: Franz Rogowski (Passages)

## Hintergrund
Am erfolgreichsten in dieser Kategorie waren der US-Amerikaner Jack Nicholson und der Brite Daniel Day-Lewis, die den Preis bisher jeweils vier Mal gewinnen konnten. 33 Mal gelang es der Filmkritikervereinigung, vorab den Oscar-Gewinner zu präsentieren, zuletzt 2016, mit der Preisvergabe an Casey Affleck (Manchester by the Sea). 2019 wurde mit Antonio Banderas (Leid und Herrlichkeit) erstmals ein Darsteller in einer nicht-englischsprachigen Rolle ausgezeichnet. Mit Maximilian Schell (1961), Oskar Werner (1965) und Franz Rogowski (2023) konnten sich auch Schauspieler aus dem deutschsprachigen Raum in die Siegerliste einreihen.

## Preisträger
Die Jahreszahlen der Tabelle nennen die bewerteten Filmjahre, die Preisverleihungen fanden jeweils im Folgejahr statt.
| Jahr | Preisträger          | Originaltitel                   | Deutscher Titel                                           |
| ---- | -------------------- | ------------------------------- | --------------------------------------------------------- |
| 1935 | Charles Laughton     | Mutiny on the Bounty            | Meuterei auf der Bounty                                   |
| 1935 | Charles Laughton     | Ruggles of Red Gap              | Ein Butler in Amerika                                     |
| 1936 | Walter Huston        | Dodsworth                       | Zeit der Liebe, Zeit des Abschieds                        |
| 1937 | Paul Muni            | The Life of Emile Zola          | Das Leben des Emile Zola                                  |
| 1938 | James Cagney         | Angels with Dirty Faces         | Chicago – Engel mit schmutzigen Gesichtern                |
| 1939 | James Stewart        | Mr. Smith Goes to Washington    | Mr. Smith geht nach Washington                            |
| 1940 | Charles Chaplin      | The Great Dictator              | Der große Diktator                                        |
| 1941 | Gary Cooper 1        | Sergeant York                   | Sergeant York                                             |
| 1942 | James Cagney 1       | Yankee Doodle Dandy             | Yankee Doodle Dandy                                       |
| 1943 | Paul Lukas 1         | Watch on the Rhine              | Watch on the Rhine                                        |
| 1944 | Barry Fitzgerald 2   | Going My Way                    | Der Weg zum Glück                                         |
| 1945 | Ray Milland 1        | The Lost Weekend                | Das verlorene Wochenende                                  |
| 1946 | Laurence Olivier     | Henry V                         | Heinrich V.                                               |
| 1947 | William Powell*      | Life with Father                | Unser Leben mit Vater                                     |
| 1947 | William Powell*      | The Senator Was Indiscreet      | Der Senator war indiskret                                 |
| 1948 | Laurence Olivier 1   | Hamlet                          | Hamlet                                                    |
| 1949 | Broderick Crawford 1 | All the King’s Men              | Der Mann, der herrschen wollte                            |
| 1950 | Gregory Peck         | Twelve O’Clock High             | Der Kommandeur                                            |
| 1951 | Arthur Kennedy       | Bright Victory                  | Sieg über das Dunkel                                      |
| 1952 | Ralph Richardson     | The Sound Barrier               | Der unbekannte Feind                                      |
| 1953 | Burt Lancaster       | From Here to Eternity           | Verdammt in alle Ewigkeit                                 |
| 1954 | Marlon Brando 1      | On The Waterfront               | Die Faust im Nacken                                       |
| 1955 | Ernest Borgnine 1    | Marty                           | Marty                                                     |
| 1956 | Kirk Douglas         | Lust for Life                   | Vincent van Gogh – Ein Leben in Leidenschaft              |
| 1957 | Alec Guinness 1      | The Bridge on the River Kwai    | Die Brücke am Kwai                                        |
| 1958 | David Niven 1        | Separate Tables                 | Getrennt von Tisch und Bett                               |
| 1959 | James Stewart        | Anatomy of a Murder             | Anatomie eines Mordes                                     |
| 1960 | Burt Lancaster 1     | Elmer Gantry                    | Elmer Gantry                                              |
| 1961 | Maximilian Schell 1  | Judgement at Nuremberg          | Urteil von Nürnberg                                       |
| 1962 | Preis nicht vergeben | Preis nicht vergeben            | Preis nicht vergeben                                      |
| 1963 | Albert Finney        | Tom Jones                       | Tom Jones – Zwischen Bett und Galgen                      |
| 1964 | Rex Harrison 1       | My Fair Lady                    | My Fair Lady                                              |
| 1965 | Oskar Werner         | Ship of Fools                   | Das Narrenschiff                                          |
| 1966 | Paul Scofield 1      | A Man for All Seasons           | Ein Mann zu jeder Jahreszeit                              |
| 1967 | Rod Steiger 1        | In the Heat of the Night        | In der Hitze der Nacht                                    |
| 1968 | Alan Arkin           | The Heart Is a Lonely Hunter    | Das Herz ist ein einsamer Jäger                           |
| 1969 | Jon Voight           | Midnight Cowboy                 | Asphalt-Cowboy                                            |
| 1970 | George C. Scott 1    | Patton                          | Patton – Rebell in Uniform                                |
| 1971 | Gene Hackman 1       | The French Connection           | Brennpunkt Brooklyn                                       |
| 1972 | Laurence Olivier     | Sleuth                          | Mord mit kleinen Fehlern                                  |
| 1973 | Marlon Brando        | Ultimo tango a Parigi           | Der letzte Tango in Paris                                 |
| 1974 | Jack Nicholson       | Chinatown                       | Chinatown                                                 |
| 1974 | Jack Nicholson       | The Last Detail                 | Das letzte Kommando                                       |
| 1975 | Jack Nicholson 1     | One Flew Over the Cuckoo's Nest | Einer flog über das Kuckucksnest                          |
| 1976 | Robert De Niro       | Taxi Driver                     | Taxi Driver                                               |
| 1977 | John Gielgud         | Providence                      | Providence                                                |
| 1978 | Jon Voight 1         | Coming Home                     | Coming Home – Sie kehren heim                             |
| 1979 | Dustin Hoffman 1     | Kramer vs. Kramer               | Kramer gegen Kramer                                       |
| 1980 | Robert De Niro 1     | Raging Bull                     | Wie ein wilder Stier                                      |
| 1981 | Burt Lancaster       | Atlantic City                   | Atlantic City, USA                                        |
| 1982 | Ben Kingsley 1       | Gandhi                          | Gandhi                                                    |
| 1983 | Robert Duvall 1      | Tender Mercies                  | Comeback der Liebe                                        |
| 1984 | Steve Martin         | All of Me                       | Solo für 2                                                |
| 1985 | Jack Nicholson       | Prizzi’s Honor                  | Die Ehre der Prizzis                                      |
| 1986 | Bob Hoskins          | Mona Lisa                       | Mona Lisa                                                 |
| 1987 | Jack Nicholson       | The Witches of Eastwick         | Die Hexen von Eastwick                                    |
| 1987 | Jack Nicholson       | Ironweed                        | Wolfsmilch                                                |
| 1987 | Jack Nicholson       | Broadcast News                  | Nachrichtenfieber – Broadcast News                        |
| 1988 | Jeremy Irons         | Dead Ringers                    | Die Unzertrennlichen                                      |
| 1989 | Daniel Day-Lewis 1   | My Left Foot                    | Mein linker Fuß                                           |
| 1990 | Robert De Niro       | Awakenings                      | Zeit des Erwachens                                        |
| 1990 | Robert De Niro       | Goodfellas                      | GoodFellas – Drei Jahrzehnte in der Mafia                 |
| 1991 | Anthony Hopkins 1    | The Silence of the Lambs        | Das Schweigen der Lämmer                                  |
| 1992 | Denzel Washington    | Malcolm X                       | Malcolm X                                                 |
| 1993 | David Thewlis        | Naked                           | Nackt                                                     |
| 1994 | Paul Newman          | Nobody’s Fool                   | Nobody’s Fool – Auf Dauer unwiderstehlich                 |
| 1995 | Nicolas Cage 1       | Leaving Las Vegas               | Leaving Las Vegas                                         |
| 1996 | Geoffrey Rush 1      | Shine                           | Shine – Der Weg ins Licht                                 |
| 1997 | Peter Fonda          | Ulee’s Gold                     | Ulee’s Gold                                               |
| 1998 | Nick Nolte           | Affliction                      | Der Gejagte                                               |
| 1999 | Richard Farnsworth   | The Straight Story              | Eine wahre Geschichte – The Straight Story                |
| 2000 | Tom Hanks            | Cast Away                       | Cast Away – Verschollen                                   |
| 2001 | Tom Wilkinson        | In the Bedroom                  | In the Bedroom                                            |
| 2002 | Daniel Day-Lewis     | Gangs of New York               | Gangs of New York                                         |
| 2003 | Bill Murray          | Lost in Translation             | Lost in Translation                                       |
| 2004 | Paul Giamatti        | Sideways                        | Sideways                                                  |
| 2005 | Heath Ledger         | Brokeback Mountain              | Brokeback Mountain                                        |
| 2006 | Forest Whitaker 1    | The Last King of Scotland       | Der letzte König von Schottland – In den Fängen der Macht |
| 2007 | Daniel Day-Lewis 1   | There Will Be Blood             | There Will Be Blood                                       |
| 2008 | Sean Penn 1          | Milk                            | Milk                                                      |
| 2009 | George Clooney       | Up in the Air                   | Up in the Air                                             |
| 2009 | George Clooney       | Fantastic Mr. Fox               | Der fantastische Mr. Fox                                  |
| 2010 | Colin Firth 1        | The King’s Speech               | The King’s Speech                                         |
| 2011 | Brad Pitt            | Moneyball                       | Die Kunst zu gewinnen – Moneyball                         |
| 2011 | Brad Pitt            | The Tree of Life                | The Tree of Life                                          |
| 2012 | Daniel Day-Lewis 1   | Lincoln                         | Lincoln                                                   |
| 2013 | Robert Redford       | All Is Lost                     | All Is Lost                                               |
| 2014 | Timothy Spall        | Mr. Turner                      | Mr. Turner – Meister des Lichts                           |
| 2015 | Michael Keaton       | Spotlight                       | Spotlight                                                 |
| 2016 | Casey Affleck 1      | Manchester by the Sea           | Manchester by the Sea                                     |
| 2017 | Timothée Chalamet    | Call Me by Your Name            | Call Me by Your Name                                      |
| 2018 | Ethan Hawke          | First Reformed                  | First Reformed                                            |
| 2019 | Antonio Banderas     | Dolor y gloria                  | Leid und Herrlichkeit                                     |
| 2020 | Delroy Lindo         | Da 5 Bloods                     | Da 5 Bloods                                               |
| 2021 | Benedict Cumberbatch | The Power of the Dog            | The Power of the Dog                                      |
| 2022 | Colin Farrell        | After Yang                      | After Yang                                                |
| 2022 | Colin Farrell        | The Banshees of Inisherin       | The Banshees of Inisherin                                 |
| 2023 | Franz Rogowski       | Passages                        | Passages                                                  |